# Муртаза-Али ал-Уради
Муртаза-Али ибн Мухаммад ибн Малик ал-Уради или Муртаза-Али Урадинский (1808, Урада, Гидатль — 25 июля 1865; Урада, Дагестанская область, Российская империя) — дагестанский исламский учёный-богослов и государственный деятель. Заместитель наибов Гидатлинского наибства. Верховный кадий Северокавказского имамата. После установления власти Российской империи — член Дагестанского народного суда.

## Биография
Родился в 1808 году в верхней части аварского села Урада Гидатлинского вольного общества, принадлежал к роду Куручанилал (авар. Кьуручанилал) авторитетного тухума Мишитилал из сословия шухби. Получил исламское образование у известных аварских учёных Загалава из Хварши и Абдурахмана ал-Тлахи ал-Карахи, Дибир-хаджиява ал-Карахи ал-Хунухи, Мурадилава ал-Мачади, Курбанилава ал-Бацади и других. Изучил арабский язык и шариатские науки — фикх, хадисоведение, тафсир, усули, сиру — догматику, поэзию, ораторство, логику, астрономию, геометрию, диспут.
Закончил учёбу в 1841 году, в этот период Гидатль входит в состав Северокавказского имамата, тогда же он впервые встретился в имамом Шамилем, активным сторонником которого стал. С течением времени его авторитет в государстве увеличивался, в 1840-е годы он занимал руководящие должности в Гидатлинском наибстве,  затем в 1850-е после введения Низама Шамиля он служил Верховным кадием страны.
В 1848 году построил медресе в родном селе, он преподавал арабский, Коран и хадисы, логику, философию, у него учились Али-кади ас-Салти, Хаджи-Али Чохский, Хаджи Хамзат, Мухаммад ибн Хамзат, Шамхал ал-Аргвани, Нурмухаммад ал-Датуни, Халил ал-Ангиди и другие.
В 1850-е годы участвовал в военных действиях против Российской империи.
После ликвидации Имамата и установления российской власти с 1860 года до 1865 работал в Дагестанском народном суде в Темир-Хан-шуре. Умер 25 июля 1865 года от болезни мочеполовой системы, полученной из-за сидячего образа жизни.

## Творчество
Известны следующие его сочинения:
- «Макъис ал-масаил» — комментарий на труд Мухаммада ал-Ардабили «Шарх ал-Унмузадж», который является комментарием к книге Махмуда аз-Замахшари по арабскому синтаксису.
- Комментарий на «Фаваид ад-Дийаийа» Абд ар-Рахмана Джами.
- «Раф ан-никаб»[c] или «Хаваши ала ат-Тасриф» — комментарий на комментарий Сададдина Масуда ат-Тафтазани на «Тасриф ал-Иззи» Изз ад-Дина Абд ал-Ваххаба аз-Занджани.
- «Рисала фи-л-хиджра» — трактат о необходимости и правилах переселения мусульман на земли ислама.
- «Мургим» — трактат, рассматривающий вопрос легитимности Имамата.

## Семья
У Муртаза-Али родилось 2 сына, оба из которых оставили своё потомство: в 1846 году родился Гитинамухаммад, а в 1857 — Мухаммад.